# Gottes vergessene Kinder
Gottes vergessene Kinder (Children of a Lesser God) ist ein Filmdrama und Liebesfilm von Randa Haines aus dem Jahr 1986.

## Handlung
Der erfolgreiche, junge und ambitionierte Lehrer James Leeds tritt eine Stelle als Lehrer in einer Schule für hörgeschädigte Jugendliche in Maine an. Der Rektor macht ihm schnell klar, dass man an dieser Schule nicht sehr viel von modernen, unkonventionellen Methoden hält, bei den Schülern ist er aber schnell beliebt. Hier begegnet er der gehörlosen Sarah, die eine ehemalige Schülerin dieser Schule ist und nun hier als Putzfrau arbeitet. Er verliebt sich in die ebenso attraktive und selbstbewusste wie abweisende junge Frau. Gemeinsam begeben sie sich auf einen Weg voller Herausforderungen, Frustrationen und Erkenntnissen. Ihr Kampf um Selbständigkeit und Selbstbestimmung steht seinem Bild einer Beziehung entgegen, trotzdem finden sie ihren Weg.

## Hintergrund
Der Film basiert auf dem gleichnamigen Theaterstück von Mark Medoff, der auch das Drehbuch schrieb. Gottes vergessene Kinder feierte seine Premiere am 13. September 1986 auf dem Toronto International Film Festival. Im Februar 1987 wurde er bei den Internationalen Filmfestspielen Berlin im Wettbewerb gezeigt. Am 5. März kam der Film in die deutschen Kinos.
Die damals 21-jährige Marlee Matlin wurde 1987 mit einem Oscar als beste Hauptdarstellerin ausgezeichnet und ist damit bis heute die jüngste Preisträgerin in dieser Kategorie und die erste gehörlose Schauspielerin, die einen Oscar erhielt. Nach Matlins Gewinn nahm der Erfolg des Films in den Vereinigten Staaten sprunghaft zu. Insgesamt spielte er dort etwa 31,8 Millionen Dollar ein.
William Hurt und Marlee Matlin waren nach Abschluss der Dreharbeiten vorübergehend auch privat ein Paar.

## Kritik
„In der Inszenierung klassisch-konventionelles Liebesmelodram, das dank vorzüglicher Schauspielerleistungen und der feinfühligen Einlassung auf kleinste Nuancen den Prozeß einer von gegenseitigem Respekt, von Zuneigung und Verständnis geprägten Annäherung beschreibt.“

## Auszeichnungen
Oscars 1987
- Auszeichnung in der Kategorie Beste Hauptdarstellerin für Marlee Matlin
- Nominierung in der Kategorie Bester Film für Burt Sugarman und Patrick J. Palmer
- Nominierung in der Kategorie Bestes adaptiertes Drehbuch für Hesper Anderson und Mark Medoff
- Nominierung in der Kategorie Bester Hauptdarsteller für William Hurt
- Nominierung in der Kategorie Beste Nebendarstellerin für Piper Laurie

Golden Globe Awards 1987
- Auszeichnung in der Kategorie Beste Hauptdarstellerin (Drama) für Marlee Matlin
- Nominierung in der Kategorie Bester Film (Drama)
- Nominierung in der Kategorie Bester Hauptdarsteller für William Hurt

Internationale Filmfestspiele Berlin 1987
- Silberner Bär für Randa Haines
- Leserpreis der Berliner Morgenpost für Randa Haines
- Nominierung für den Goldenen Bär

BAFTA Awards 1987
- Nominierung in der Kategorie Bestes adaptiertes Drehbuch für Hesper Anderson und Mark Medoff

Writers Guild of America Awards 1987
- Nominierung in der Kategorie Bestes adaptiertes Drehbuch für Hesper Anderson und Mark Medoff

Directors Guild of America Awards 1987
- Nominierung in der Kategorie Beste Regie für Randa Haines